# Вощатин
Воща́тин — село в Україні, у Володимир-Волинській громаді Володимирського району Волинської області. Населення становить 220 осіб станом на 2023 рік.

## Історія
Село Вощатин засноване у 1577 році.
До 26 червня 2017 року село підпорядковувалось Ласківській сільській раді Володимир-Волинського району Волинської області. 

## Населення
Згідно з переписом УРСР 1989 року чисельність наявного населення села становила 299 осіб, з яких 129 чоловіків та 170 жінок.
За переписом населення України 2001 року в селі мешкали 264 особи.

### Мова
Розподіл населення за рідною мовою за даними перепису 2001 року:
| Мова       | Відсоток |
| ---------- | -------- |
| українська | 99,26 %  |
| російська  | 0,74 %   |